# شالقار (استان قزاقستان شمالی)
شالقار (به قزاقی: Shalkar) یک منطقهٔ مسکونی در قزاقستان است که در استان قزاقستان شمالی واقع شده‌است. شالقار ۶۹۶ نفر جمعیت دارد.